# ایپسلنتی (داکوتای شمالی)
ایپسلنتی(به انگلیسی: Ypsilanti) شهری در ایالت داکوتای شمالی کشور ایالات متحده آمریکا است که جمعیت آن در سرشماری سال ۲۰۱۰ میلادی، ۱۰۴ نفر بوده‌است.